# Martín Rodríguez Alba
Jorge Martín Rodríguez Alba dit Tato (né le 31 juillet 1970 à San José de Mayo en Uruguay) est un joueur de football uruguayen, qui évoluait en tant qu'attaquant.